# SN 1992bf
SN 1992bf – supernowa typu I odkryta 2 października 1992 roku w galaktyce NGC 932. W momencie odkrycia miała maksymalną jasność 17,00m.